# Phyllanthus crassinervius
Phyllanthus crassinervius är en emblikaväxtart som beskrevs av Radcl.-sm.. Phyllanthus crassinervius ingår i släktet Phyllanthus och familjen emblikaväxter. Inga underarter finns listade i Catalogue of Life.